# Elie Lescot
Elie Lescot (Saint-Louis-du-Nord, 9 de dezembro de 1889 - Laboule, 20 de outubro de 1974) foi um político e diplomata do Haiti, tendo sido presidente do seu país de 15 de maio de 1941 a 11 de janeiro de 1946. A sua administração decorreu num período de crise económica e forte repressão da oposição.